# Roeurm Channroeurn
Bản mẫu:Cambodian name
Roeurm Channroeurn (sinh ngày 15 tháng 5 năm 1996) là một cầu thủ bóng đá người Campuchia thi đấu cho National Defense Ministry ở Giải bóng đá vô địch quốc gia Campuchia và đội tuyển quốc gia Campuchia. Anh ra mắt đội tuyển quốc gia lúc 18 tuổi vào ngày 3 tháng 11 năm 2015 trong trận giao hữu trước Brunei.

## Danh hiệu

### Câu lạc bộ
National Defense Ministry
- Hun Sen Cup: 2016